# Sonepur
Sonepur è una suddivisione dell'India, classificata come municipality, di 17.535 abitanti, capoluogo del distretto di Subarnapur, nello stato federato dell'Orissa. In base al numero di abitanti la città rientra nella classe IV (da 10.000 a 19.999 persone).

## Geografia fisica
La città è situata a 20° 49' 60 N e 83° 55' 0 E e ha un'altitudine di 120 m s.l.m..

## Società

### Evoluzione demografica
Al censimento del 2001 la popolazione di Sonepur assommava a 17.535 persone, delle quali 9.297 maschi e 8.238 femmine. I bambini di età inferiore o uguale ai sei anni assommavano a 1.852, dei quali 969 maschi e 883 femmine. Infine, coloro che erano in grado di saper almeno leggere e scrivere erano 12.987, dei quali 7.635 maschi e 5.352 femmine.